# Chiesa di San Martino Vescovo (Valmozzola)
La chiesa di San Martino Vescovo è un luogo di culto cattolico dalle forme barocche e neoclassiche situato a San Martino, frazione di Valmozzola in provincia di Parma e diocesi di Piacenza-Bobbio; è sede di una parrocchia compresa nel vicariato della Val Taro e Val Ceno.

## Storia
Il luogo di culto originario fu edificato in epoca medievale; la più antica testimonianza della sua esistenza, quale cappella dipendente dalla pieve di Gusaliggio, risale al 1352.
Nel XVII secolo fu edificato il campanile, sopraelevato nel corso del secolo successivo.
Nel 1852 la facciata fu interessata da alcuni lavori, che riguardarono il portale e forse l'intero prospetto neoclassico.

## Descrizione

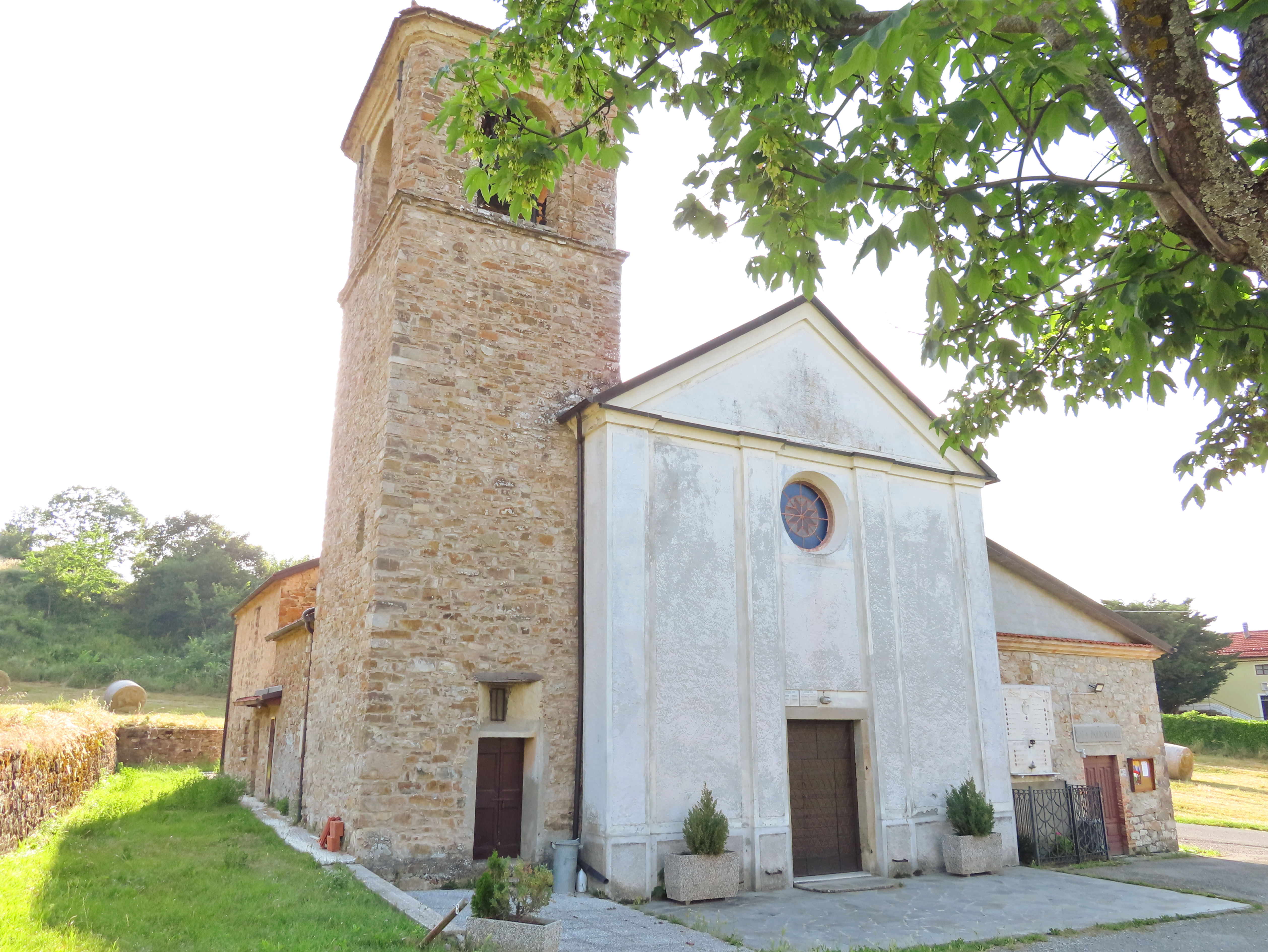
Facciata e lato sud

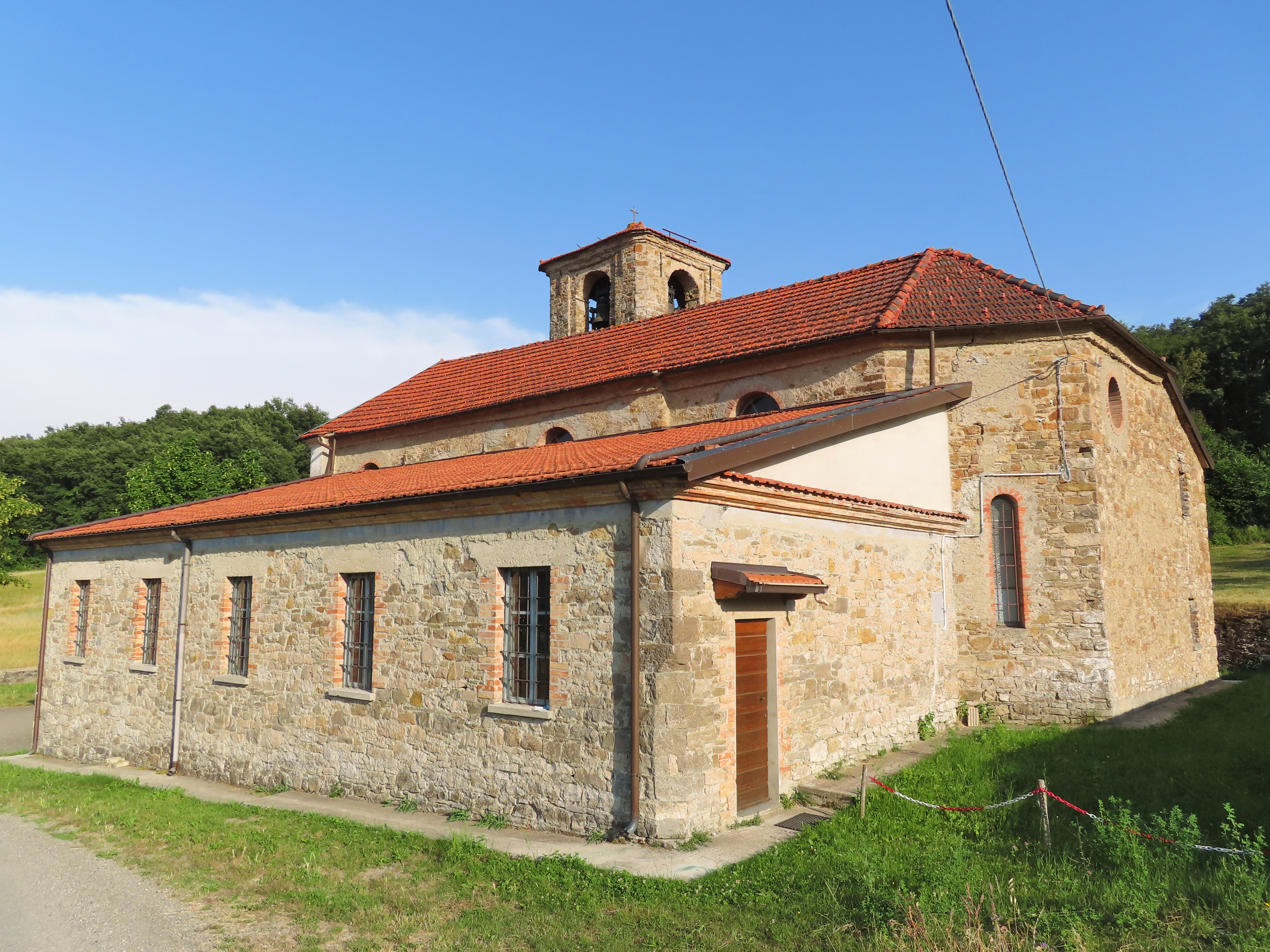
Retro e lato nord

La chiesa si sviluppa su una pianta a navata unica affiancata da tre cappelle per lato, con ingresso a est e presbiterio absidato a ovest.
La simmetrica facciata a capanna, interamente intonacata, è scandita verticalmente in tre parti da quattro lesene d'ordine gigante; al centro è collocato l'ampio portale d'ingresso, delimitato da una cornice in pietra; più in alto si apre un rosone strombato; in sommità si staglia il frontone triangolare di coronamento.
Dal fianco destro aggetta il più basso volume in pietra della sala parrocchiale, mentre sul lato opposto si erge il campanile, accessibile attraverso un portale coronato da una finestra fortemente strombata; la cella campanaria si affaccia sulle quattro fronti attraverso ampie monofore ad arco a tutto sesto, delimitate da lesene.
Sul retro l'abside in pietra, illuminata da due alte e sottili monofore laterali e da un oculo centrale, si sviluppa su una pianta poligonale.
All'interno la navata, coperta da tre volte a crociera decorate con affreschi a motivi floreali, è scandita da una serie di lesene coronate da capitelli dorici, a sostegno del cornicione perimetrale modanato; sui fianchi si aprono attraverso ampie arcate a tutto sesto le cappelle laterali, chiuse superiormente da volte a botte dipinte.
Il presbiterio, lievemente sopraelevato, è preceduto dall'arco trionfale a tutto sesto, retto da pilastri; l'ambiente, coperto da una volta a botte lunettata dipinta, ospita l'altare maggiore a mensa in marmo bianco, retto da colonnine in marmo rosso di Verona; sul fondo l'abside a pianta poligonale è chiusa superiormente dal catino con spicchi a vela lunettati, decorati con affreschi rappresentanti varie figure di angeli e i Quattro evangelisti.